# Lespesia pholi
Lespesia pholi là một loài ruồi trong họ Tachinidae.